# Teodorik III.
Teodorik III. (oko 653. – 691.), franački kralj od 687. – 691. godine.
Na tron ga je postavio plemić Pipin Karoling koji je upravljao Franačkom bez kraljeva cijelo jedno desetljeće. Njegovim kraljevanjem ništa se u državi nije promijenilo tako da je poslije Hilderika II.  prošao kao još jedan od nezapaženih franačkih kraljeva.
Naslijeđio ga je maloljetni sin Klodvig IV.
| Prethodnik Hilderik II. | Kralj Franačke | Nasljednik Klodvig IV. |